# Hildur
Hildur är ett kvinnonamn med fornnordiskt ursprung, en form av Hild som är bildat från ordet hildr (strid). Det äldsta belägget i Sverige är från år 1818.
Den 31 december 2014 fanns det totalt 2 371 kvinnor folkbokförda i Sverige med namnet Hildur, varav 611 bar det som tilltalsnamn.
Namnsdag 18 januari. I den finlandssvenska namnsdagslängden har Hildur namnsdag 22 februari sedan starten 1929, då en egen namnsdagskalender togs i bruk för finlandssvenskar.

## Personer med namnet Hildur
- Hildur Alvén, svensk politiker (s)

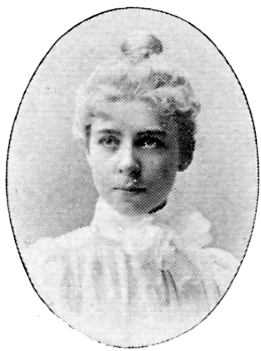
Hildur Hult

- Hildur Carlberg, svensk skådespelare
- Hildur Dixelius, svensk författare
- Hildur Djurberg, svensk lärare och föreningsaktivist
- Hildur Ericsson, svensk politiker (s)
- Hildur Haggård , svensk konstnär
- Hildur Hult, svensk konstnär
- Hildur Humla, svensk politiker (s)
- Hildur Liedberg, svensk organist
- Hildur Lindberg, svensk skådespelare
- Hildur Lindberg, svensk fotograf
- Hildur Lithman, svensk skådespelare
- Hildur Malmberg, svensk skådespelare
- Hildur Nygren, svensk politiker (s), ecklesiastikminister 1951
- Hildur Ottelin, svensk kommunalpolitiker (s) och gymnastikdirektör
- Hildur Vala Einarsdóttir, isländsk sångerska